# Asociación de Fútbol de Trinidad y Tobago
La Asociación de Fútbol de Trinidad y Tobago (por sus siglas en inglés Trinidad and Tobago Football Association) es el organismo rector del fútbol en Trinidad y Tobago. Tiene su sede en Puerto España, Trinidad. Es miembro de la FIFA y se encarga de gobernar el fútbol amateur y profesional, incluidas las selecciones nacionales masculina y femenina. La TTFA también es responsable de sancionar a los árbitros y los torneos de fútbol de las ligas de Trinidad y Tobago.
La asociación fue conocida como la Federación de Fútbol de Trinidad y Tobago (TTFF) entre 1992 y el 1 de julio de 2013.

## Historia
La primera campaña de clasificación para la Copa del Mundo de la selección nacional comenzó en 1965 como preparación para el Mundial de Inglaterra 1966. El equipo no se clasificó tras quedar último de su grupo en la primera ronda de clasificación. Sin embargo, en 1973, Trinidad y Tobago se quedó a dos puntos de clasificarse para el Mundial de Alemania Occidental 1974 de forma controvertida. Trinidad y Tobago perdió un partido crucial el 4 de diciembre de 1973 contra el país anfitrión, Haití, por 2-1, con cinco goles anulados.
No fue hasta la clasificación para el Mundial de 1990 que la selección nacional volvería a estar en liza. Necesitando sólo un empate para clasificarse en su último partido en casa contra Estados Unidos, las esperanzas de Trinidad y Tobago se vieron truncadas por Paul Caligiuri, que marcó el único gol del partido en el minuto 38 y dio a Estados Unidos la última plaza de clasificación para el Mundial.
Trinidad y Tobago se clasificó para el Mundial de Alemania 2006, su primera clasificación para el torneo. Se convirtió en el país más pequeño en clasificarse para la Copa Mundial de la FIFA en 2006, sucediendo a Haití en el título. En Alemania, Trinidad y Tobago quedó encuadrada con Inglaterra, Suecia y Paraguay en el Grupo B. El equipo se ganó el respeto internacional tras empatar con Suecia en su primer partido y conseguir mantener a Inglaterra sin goles durante 83 minutos. Trinidad y Tobago terminó con el primer punto de su historia en la Copa Mundial, tras acabar con un 0-1-2 en el torneo.

## Asociaciones afiliadas a la TTFA

### Mayores[3]
- Selección de fútbol masculina de Trinidad y Tobago
- Selección nacional de fútbol femenino de Trinidad y Tobago
- Selección de fútbol playa de Trinidad y Tobago

### Menores
- Selección masculina de fútbol sub-23 de Trinidad y Tobago
- Selección de fútbol masculina sub-20 de Trinidad y Tobago
- Selección Nacional de Fútbol Masculino Sub-17 de Trinidad y Tobago
- Selección de fútbol masculina sub-15 de Trinidad y Tobago
- Selección nacional de fútbol femenino sub-20 de Trinidad y Tobago
- Selección nacional de fútbol femenino sub-19 de Trinidad y Tobago
- Selección nacional de fútbol femenino sub-17 de Trinidad y Tobago
- Selección nacional de fútbol femenino sub-15 de Trinidad y Tobago

### Ligas y organizaciones[4]
- TT Pro League
- TT Super League
- TT Women`s Premier League